# 山田忠雄
山田 忠雄（やまだ ただお、1916年8月10日 - 1996年2月6日）は、日本の国語学者、辞書編纂者。日本大学名誉教授。

## 人物
1936年東京帝国大学文学部国文科に入学し、見坊豪紀と同期。1939年、同大学を卒業。岩手県師範学校に赴任、在職中に『明解国語辞典』を見坊とともに編纂する。
1941年、陸軍予科士官学校に転任、1943年に『明解国語辞典』が刊行される。1946年、日本大学文理学部国文学科助教授に就任、後に教授となるが、1959年4月15日に辞職する。以後は公職に就かず、学究以外の他事は全て避け、文字通り学問一途の生涯を送る。晩年に至るまで研究会を主宰して後進の育成に当たったほか、論文集に受業生の論文を必ず記載するなど、教育者としての使命感にも燃えていた。

## 業績
山田は国語学者として、『今昔物語集』の中で誤用・稀用・奇例と目されるもののから中世日本語の諸相を発掘するなど、主に古典研究の分野で確固たる地位を築いていた。その一方で、辞書史研究をライフワークのように継続しており、それまでの辞書の語釈の側面における「先行辞書の引き写し」などを問題視していた。山田は「問題とする語が有する雰囲気を、丁寧かつ詳細に説明することで、本義の核心に迫る」という方針を採用することで、この問題を解決しようとした。
こうして1972年に出版された『新明解国語辞典』の編集主幹を務めたが、同じ出版社ながら見坊の『三省堂国語辞典』と袂を分かつ。結果として山田は『新明国』、見坊は『三国』を担うことになる。山田の独力で可能な限り方針を徹底して編纂された『新明国』は、従来の国語辞典の概念を超える「新鮮さ」と「鋭さ」と「面白さ」が指摘された。特に有名なのは、山田の没後に出版された赤瀬川原平『新解さんの謎』によるもので、これ以降に一部ファンから「新解（しんかい）さん」の愛称で親しまれるようになる。

## 親族
父は文化勲章受章者で国語学者の山田孝雄。弟の山田俊雄も国語学者で『新潮国語辞典』に関わる。

## 著書

### 辞書類
- 『明解国語辞典』 金田一京助監修、見坊豪紀・金田一春彦共編（三省堂 1943年）
- 『音訓両引き国漢辞典』 三省堂編修所編（三省堂 1955年）
- 『新明解国語辞典』（三省堂）
  - 初版 - 1972年、第2版 - 1974年、第3版 - 1981年、第4版 - 1989年

### 単著
- 『当用漢字の新字体 制定の基盤をたづねる』[注 6]（新生社 1958年）
- 『三代の辞書 国語辞書百年小史』（三省堂 1967年）
  - 改訂版 - 1981年
- 『節用集天正十八年本類の研究』（東洋文庫〈東洋文庫論叢 第55〉 1974年）
- 『近代国語辞書の歩み その摸倣と創意と』（三省堂 1981年）
- 『壽蔵録』（私家版 1993年）

### 共編など
- 『昭和校註竹取物語』 山田孝雄、山田俊雄共編（武蔵野書院 1953年）
- 『竹取物語総索引』（武蔵野書院 1958年）
- 『漢和辞典の成立』（私家版 1958年）
- 『山田孝雄年譜』 山田英雄、山田俊雄共編（宝文館 1959年）
- 『山田孝雄追憶史学・語学論集』（宝文館 1963年）
- 『本邦辞書史論叢 山田孝雄追憶』（三省堂 1967年）
- 『国語史学の為に』（笠間書院〈笠間叢書〉 1986年）
  - 第1部 - 往来物、第2部 - 古辞書、第3部 - 語誌・語史
- 『電話帳式に引ける国語・漢和辞典』（三省堂 1987年）
- 『櫻史』 山田孝雄（校訂・訳）（講談社学術文庫 1990年）
- 『私の語誌』（三省堂 1996-1997年）
  - 1(他山の石)、2(私のこだわり) 、3(一介の)